# Kanton Sarreguemines
Kanton Sarreguemines (fr. Canton de Sarreguemines) je francouzský kanton v departementu Moselle v regionu Grand Est. Tvoří ho 20 obcí. Před reformou kantonů 2014 ho tvořilo pouze město Sarreguemines.

## Obce kantonu
od roku 2015:
- Bliesbruck
- Blies-Ébersing
- Blies-Guersviller
- Frauenberg
- Grosbliederstroff
- Hambach
- Hundling
- Ippling
- Kalhausen
- Lixing-lès-Rouhling
- Neufgrange
- Rémelfing
- Rouhling
- Sarreguemines
- Sarreinsming
- Wiesviller
- Willerwald
- Wittring
- Wœlfling-lès-Sarreguemines
- Zetting

před rokem 2015:
- Sarreguemines